# Saint-Bonnet-près-Riom
Saint-Bonnet-près-Riom é uma comuna francesa na região administrativa de Auvérnia-Ródano-Alpes, no departamento Puy-de-Dôme. Estende-se por uma área de 7,02 km². Em 2010 a comuna tinha 2 113 habitantes (densidade: 301 hab./km²).